# Конаковський район
Конаковський район (рос. Конаковский район) — муніципальний район у складі Тверської області Російської Федерації.
Адміністративний центр — місто Конаково.

## Історія
Район утворений 12 липня 1929 року.

## Населення
| 1939    | 1959    | 1970    | 1979    | 1989    | 2002    | 2006    |
| ------- | ------- | ------- | ------- | ------- | ------- | ------- |
| 26 678  | ↗28 340 | ↗52 148 | ↗54 179 | ↗55 101 | ↘49 692 | ↘47 500 |
| 2009    | 2010    | 2011    | 2012    | 2013    | 2014    | 2015    |
| ↗85 394 | ↗87 125 | ↘86 841 | ↗86 944 | ↘86 571 | ↘86 276 | ↘84 829 |
| 2016    | 2017    | 2018    | 2019    | 2020    | 2021    |         |
| ↘83 480 | ↘82 670 | ↘81 147 | ↘79 391 | ↘77 227 | ↘75 018 |         |